# L'Invasion des États-Unis
Pour plus de détails, voir Fiche technique et Distribution.
L'Invasion des États-Unis (The Battle Cry of Peace) est un film américain de J. Stuart Blackton et Wilfrid North, sorti en 1915.
Le film engendra une suite : Womanhood, the Glory of the Nation (en).

## Synopsis
A la suite de sa victoire en Europe, l'Allemagne envahit l'Amérique et s'y livre aux pires excès. Une fille de riches Américains s'enfuit de New-York, bombardée par une flotte allemande . 

## Fiche technique
- Titre original : The Battle Cry of Peace
- Titre français : L'Invasion des États-Unis
- Réalisation : J. Stuart Blackton et Wilfrid North
- Scénario : J. Stuart Blackton d'après le livre de Hudson Maxim (en)
- Photographie : Arthur T. Quinn et Leonard Smith
- Pays de production : États-Unis
- Format : Noir et blanc - 1,33:1 - Film muet
- Genre : drame, guerre
- Durée : 90 minutes
- Date de sortie : 1915

## Distribution
- Charles Richman : John Harrison
- L. Rogers Lytton (en) : Mr Emanon
- James W. Morrison : Charley Harrison
- Mary Maurice (en) : Mme Harrison
- Louise Beaudet : Mme Vandergriff
- Harold Hubert : John Vandergriff
- Jack Crawford : Poet Scout
- Charles Kent : The Master
- Julia Swayne Gordon : Magdalen
- Evart Overton : le fils Vandergriff
- Belle Bruce : Alice Harrison
- Norma Talmadge : Virginia Vandergriff
- Lucille Hammill : Dorothy Vandergriff
- George Stevens : Butler
- Thais Lawton (en) : Columbia
- Lionel Braham (en) : le Monstre de guerre
- Joseph Kilgour : George Washington
- Paul Scardon : Ulysses S. Grant
- William J. Ferguson : Abraham Lincoln
- Tefft Johnson
- Lyman Abbott : Lui-même
- George Dewey : Lui-même
- Leonard Wood : Lui-même
- Harry Northrup